# I Can't Stop Loving You
I Can't Stop Loving You är en sång skriven av Don Gibson, som också spelade in melodin den 30 december 1957 på RCA Victor. Den släpptes 1958 som B-sida till "Oh, Lonesome Me".
Melodin spelades även in av Ray Charles 1962. Denna inspelning blev mycket populär och nådde förstaplatsen på Billboardlistan. Även i Sverige var den framgångsrik och blev den 10 juli 1962 den allra första ettan på Kvällstoppen. Låten tilldelades en Grammy i kategorin "bästa R&B-inspelning". Charles vann i samma kategori året innan för "Hit the Road Jack". Magasinet Rolling Stone tog med inspelningen på sin lista The 500 Greatest Songs of All Time på plats 164.

## Listplaceringar
| Lista (1962)   | Position               |
| -------------- | ---------------------- |
| Finland        | 2                      |
| Nederländerna  | 1                      |
| Norge          | 4 (VG-lista)           |
| Storbritannien | 1                      |
| Sverige        | 2 (Radio Nord Topp 20) |
| Sverige        | 1 (Kvällstoppen)       |
| Sverige        | 1 (Tio i topp)         |
| USA            | 1 (Billboard Hot 100)  |
| Västtyskland   | 8                      |

## Coverversioner
Förutom Ray Charles mycket välkända inspelning har den framförts av en rad artister:
- Roy Orbison på albumet Lonely and Blue 1960.
- Connie Francis på albumet Country Music Connie Style 1962.
- Frank Sinatra på albumet It Might As Well Be Swing 1964.
- Van Morrison på albumet Hymns to the Silence 1991.
- Larz-Kristerz på albumet Om du vill 2009. [12]

### Fotnoter
1. ↑  https://www.grammy.com/grammys/artists/ray-charles/10927
2. ↑  https://www.rollingstone.com/music/music-lists/500-greatest-songs-of-all-time-151127/ray-charles-i-cant-stop-loving-you-59397/
3. ↑  ”Listplacering”. http://suomenlistalevyt.blogspot.com/2015/08/cay-chr.html. Läst 31 mars 2021.
4. ↑  ”Listplacering”. https://dutchcharts.nl/showitem.asp?interpret=Ray+Charles&titel=I+Can%27t+Stop+Loving+You&cat=s. Läst 31 mars 2021.
5. ↑  ”Listplacering”. https://www.vglista.no/artister/ray-charles/. Läst 14 mars 2021.
6. ↑  ”Ray Charles Chart History” (på engelska). The Official UK Charts Company. https://www.officialcharts.com/artist/15614/ray-charles/. Läst 31 mars 2021.
7. ↑  Kotschack, Jan (2009). Stick iväg, Jack! Historien om Radio Nord (1:a uppl.). ISBN 978-91-89136-51-9
8. ↑  Hallberg, Eric (1993). Kvällstoppen i P3 (1:a uppl.). ISBN 91-630-2140-4
9. ↑  Hallberg, Eric (1998). Tio i topp - med de utslagna på försök 1961-74 (1:a uppl.). ISBN 91-972712-5-X
10. ↑  ”Listplacering”. https://www.billboard.com/music/ray-charles/chart-history. Läst 31 mars 2021.
11. ↑  ”Listplacering”. http://www.charts-surfer.de/. Läst 31 mars 2021.
12. ↑  ”Svensk mediedatabas”. http://smdb.kb.se/catalog/id/002562567. Läst 9 maj 2011.